# نظام المعلومات التصنيفية المتكامل

نظام المعلومات التصنيفية المتكامل (بالإنجليزية: Integrated Taxonomic Information System) أو (ITIS) شراكة أمريكية بين الوكالات الفيدرالية المصممة لتوفير معلومات متسقة وموثوق بها حول تصنيف الأنواع البيولوجية. تم تشكيل ITIS في الأصل في عام 1996 كمجموعة مشتركة بين الوكالات داخل الحكومة الفيدرالية الأمريكية، تضم العديد من الوكالات الفيدرالية الأمريكية، وأصبحت الآن هيئة دولية، مع مشاركة الوكالات الحكومية الكندية والمكسيكية. قاعدة البيانات مستمدة من مجتمع كبير من خبراء التصنيف. يتم إيواء موظفي المحتوى الأساسي في متحف سميثسونيان الوطني للتاريخ الطبيعي ويتم توفير خدمات تكنولوجيا المعلومات من قبل منشأة المسح الجيولوجي الأمريكية في دنفر. التركيز الأساسي لـ ITIS هو الأنواع في أمريكا الشمالية، ولكن العديد من المجموعات البيولوجية موجودة في جميع أنحاء العالم ويتعاون ITIS مع الوكالات الأخرى لزيادة تغطيته العالمية.

## الوكالات الأعضاء
- الزراعة والأغذية الزراعية في كندا
- اللجنة الوطنية لمعرفة واستخدام التنوع الحيوي  [لغات أخرى]‏ (CONABIO)
- الإدارة الوطنية للمحيطات والغلاف الجوي
- إدارة المتنزهات الوطنية
- خدمة الطبيعة
- مؤسسة سميثسونيان
- وزارة الزراعة الأمريكية
- وكالة حماية البيئة الأمريكية
- الماسح الجيولوجي الأمريكي
- المؤسسة الأمريكية للأسماك والحياة البرية